# Puebloviejo (kommun)
Puebloviejo är en kommun i Colombia.   Den ligger i departementet Magdalena, i den norra delen av landet, 700 km norr om huvudstaden Bogotá. Antalet invånare är 24 994. Arean är 678 kvadratkilometer.
Terrängen i Puebloviejo är mycket platt.